# Optimati i populari
Rimska država nije poznavala političke stranke u današnjem smislu riječi, ali je itekako rašireno bilo političko udruživanje moćnih plemićkih obitelji radi promicanja osobnih interesa. Od vremena Tiberija Grakha počele su se izdvajati dvije interesne skupine. Obje su vodili ljudi iz plemstva.
- Optimati su zastupali konzervativniji smjer; pristaše su nalazili među onim građanima koji su od ovakvog okupljanja snaga očekivali zaštitu svojih imovinskih prava i nastavak postojećeg društvenog poretka.

- Populari su okupljali ljude sklone napretku, a i one koji nisu bili zadovoljni svojim društvenim i ekonomskim položajem.

Konačan slom Republike uzrokovala je borba za moć snažnih ljudi koji su prigrabili vodstvo u obje interesne grupe.